# 罗杰·加洛蒂
罗杰·加洛蒂（法語：Roger Garaudy，后更名为，1913年7月17日—2012年6月13日）是法国哲学家、法國抵抗運動参与者和著名共产主义作家。他在1982年改宗至伊斯兰教。他出版的书籍、主张的想法被认为是在否认犹太人大屠杀。他因此触犯了法国的《盖索法》被判处缓刑并处罚金。